# Pingpongdiplomatie
Pingpongdiplomatie was de manier waarop de Volksrepubliek China diplomatieke toenadering zocht tot de Verenigde Staten van Amerika. Mao Zedong zorgde ervoor dat het nationale tafeltennisteam van de VS naar China reisde om een paar potjes tafeltennis te spelen tegen spelers uit China. Hiermee maakten ze de weg open voor het bezoek van Nixon aan China in 1972.

## Wat eraan voorafging
Vanaf de overname van China door de communist Mao Zedong waren er twee decennia zonder contact met andere landen. China had alleen contact met een paar communistische staatjes, zoals Albanië. China was geen lid van de Verenigde Naties. Taiwan had de zetel van China in de VN en de Veiligheidsraad. Ook had China zich afgesloten van het Oostblok sinds het conflict tussen China en Rusland. Door de Vietnamoorlog leken China en Amerika in conflict te raken. China stuurde namelijk wapens en arbeiders naar Noord-Vietnam om de communisten in Zuid-Vietnam te steunen en Amerika vocht met de regering van Zuid-Vietnam mee.

## De opening
In 1971 besloot de regering van de Volksrepubliek China om het isolement te breken. De weg werd geopend met een potje tafeltennis. China nodigde de Amerikanen uit om te komen voor een potje tafeltennis tijdens het wereldkampioenschap tafeltennis in Japan. De manager van het Amerikaanse team vroeg tijdens het kampioenschap of de Amerikaanse spelers naar China mochten komen, om zo iets van het spel van de Chinezen te leren. Toen een Amerikaanse speler de bus had gemist kreeg deze van de Chinese spelers een lift. Zhuang Zedong gaf hem tijdens die rit een zijden sjaal. Daarna kreeg de Amerikaan nog meer cadeaus en later gaf hij aan Zhuang Zedong ook een cadeau. Op 6 april besloot Mao dat hij de Amerikanen moest uitnodigen. De reis werd helemaal geregeld door China en duurde van 11 tot 17 april 1971. Ze betaalden alle onkosten en ze kregen vervoer, eten en een slaapplaats. De tafeltennissers uit de Verenigde Staten waren de eerste Amerikanen die toestemming kregen om in China te komen. De VS reageerde hier positief op, omdat de regering hoopte de Vietnamoorlog te kunnen stoppen.

## Later
In 1972 bracht Nixon een bezoek aan China. De Chinezen en de Amerikanen waren optimistisch over bevorderde samenwerking tussen de landen, hoewel de regering nog veel moest doen om de contacten te verbeteren. Inmiddels had de Volksrepubliek China de plaats van Taiwan ingenomen in de VN en de Veiligheidsraad, een gevolg van diplomatiek overleg met de Amerikaanse minister van buitenlandse zaken Henry Kissinger. Door de verbeterde contacten tussen Amerika en China werd de ontspanning in de Koude Oorlog bevorderd.
Hoewel de term pingpongdiplomatie tegenwoordig alleen nog van historische betekenis is, kunnen de  Olympische Spelen of een wereldkampioenschap nog steeds bijdragen aan betere contacten tussen verschillende landen.

## Trivia
- In de film Forrest Gump speelt Tom Hanks een soldaat die als tafeltennisser meedoet  aan de wereldkampioenschappen tafeltennis en later Nixon bezoekt in het Witte Huis.
- De opera Nixon in China van John Adams op een libretto van Alice Goodman uit 1987 handelt over het bezoek van Nixon aan China.